# Сан Надзаро
Сан Надза̀ро (на италиански: San Nazzaro) е село и община в Южна Италия, провинция Беневенто, регион Кампания. Разположено е на 495 m надморска височина. Населението на общината е 934 души (към 2010 г.).